# 石井均

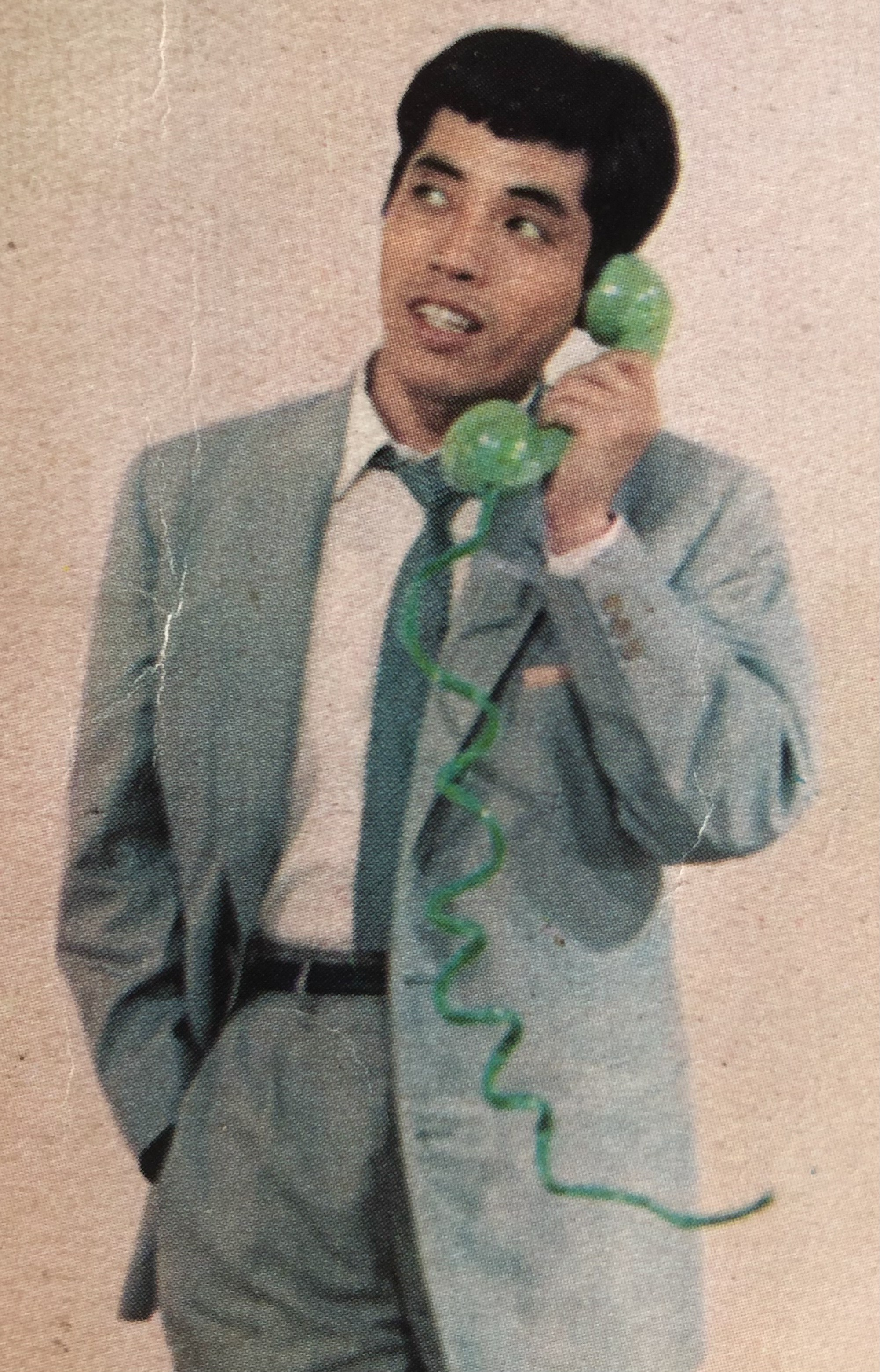
1959年

石井 均（いしい きん、1927年〈昭和2年〉11月30日 - 1997年〈平成9年〉12月31日）は、日本の俳優、喜劇役者。

## 経歴
6大分県豊後高田市是永町出身。本名は石原 仁。
芸名の由来は、「〝一〟獲千〝金〟」という言葉が好きな事に由来。（一均=井均）
熊本逓信講習所卒業（昭和18年）。
1948年（昭和23年）、八幡の寿座で初舞台を踏み、以後旅回りをする。
1956年（昭和31年）、新宿フランス座に加入。体技型のコメディアンとして頭角を現す。
1958年（昭和33年）6月、軽演劇一座「笑う仲間」を旗揚げ、後に「石井均一座」に改組。主に新宿の松竹演芸場を根城にし、座員には戸塚睦夫のほか、石井の弟子の伊東四朗（当時は伊藤証）、財津一郎（当時は財津肇メ）らがいた。

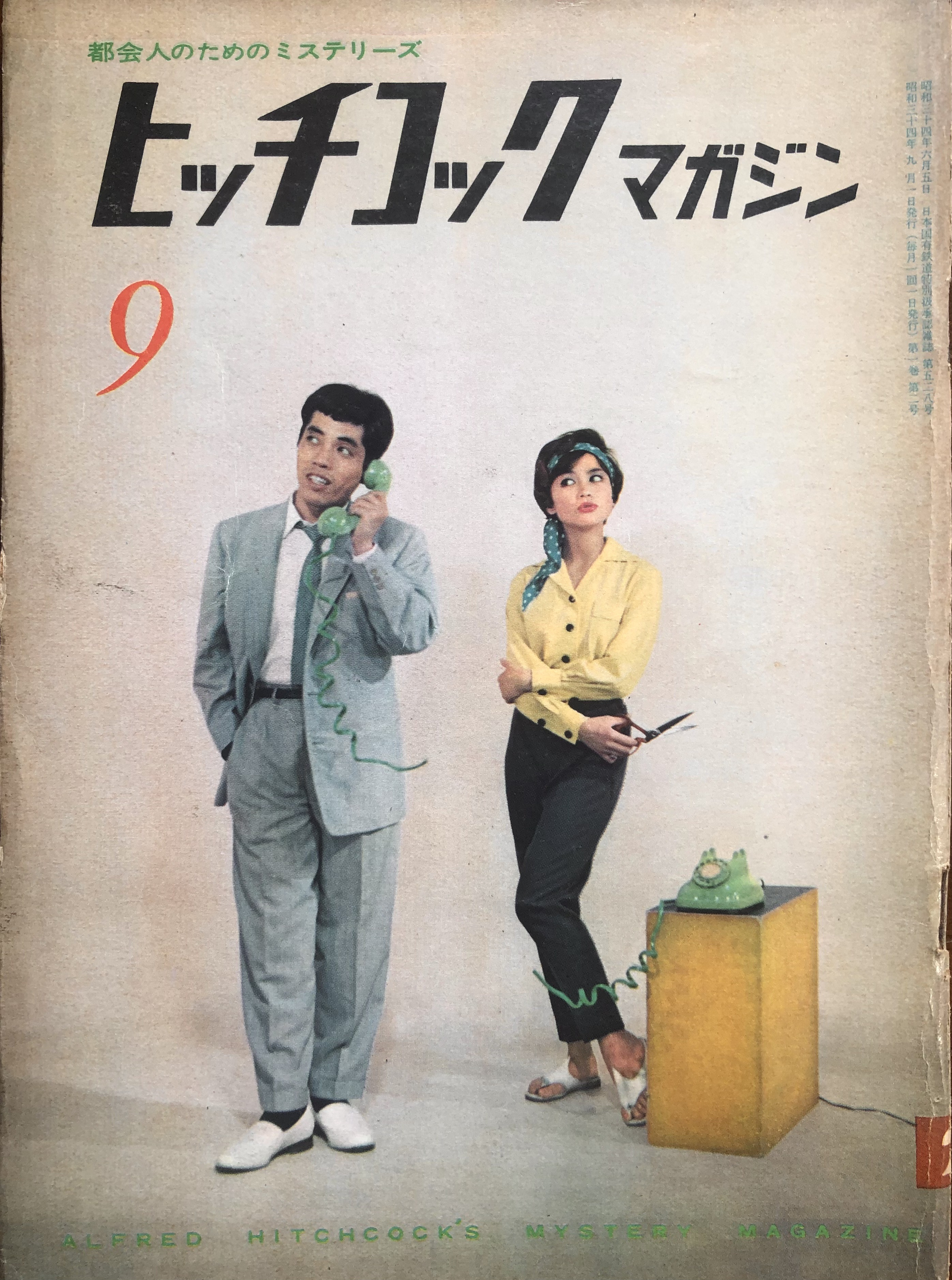
『ヒッチコック・マガジン』1959年9月号。左から石井均、安井博子｡

1961年（昭和36年）10月、「石井均一座」を解散。単身大阪へ渡り、私淑する曾我廼家十吾が昭和32年に立ち上げた第二次「松竹家庭劇」に加入するが、解散に伴い再び東京へ戻る。西川きよしは、この大阪時代の弟子である。
1969年（昭和44年）11月、東京12チャンネル（現：テレビ東京）にて、レギュラー番組「爆笑愚連隊キン・コン・カン!!」がスタート。谷幹一、大村崑と共にキンコンカントリオとして人気を博した。
1981年（昭和56年）11月、「松竹新喜楽座」の座長に就任。
代表作の映画には、「がめつい奴は損をする」、「カメラ・トップ屋」、おもな主演舞台には「街燈」、「あかんたれ」、テレビドラマでは、NHK「繭子ひとり」、金曜ドラマ「ふぞろいの林檎たち」などがある。その他、「男はつらいよ」など数々の映画で脇を固めた。
高田文吾というペンネームで芝居の脚本なども手がけていた。
1997年（平成9年）12月31日、肺炎により死去。70歳没。
一般社団法人映像コンテンツ権利処理機構においては不明権利者とされている。

## 主な出演作品

### テレビ番組
- てなもんや三度笠（1962年 - 1968年、ABC）
- 爆笑愚連隊キン・コン・カン!!（1969年 - 1970年、東京12チャンネル）
- 繭子ひとり（1971年 - 1972年、NHK）
- どてらい男 丁稚・独立篇（1973年、KTV）
- 河を渡ったあの夏の日々（1973年10月6日、NHK） - 織本
- 花ぼうろ（1976年、YTV）
- あかんたれ（1976年 - 1977年、THK）
- 続・あかんたれ（1978年、THK）
- 鮎のうた（1979年、NHK）
- ぬかるみの女（1980年、THK）
- 女商一代 やらいでか!（1981年、THK）
- ふぞろいの林檎たち （1983年、TBS）
- 花王名人劇場 / 旗上げ！劇団ザ・アチャラカ～アチャラカ親子混線記～（1983年、KTV）[5]
- 蒲田行進曲（1983年、TBS）
- 月曜ドラマランド / 長谷川町子のいじわる看護婦3（1983年、CX）
- ザ・サスペンス / 生きていた男（1984年、TBS）

### 映画
- いいかげん馬鹿（1964年）
- 関東流れ者（1965年）
- ハナ肇の一発大冒険（1968年）
- みな殺しの霊歌（1968年）
- 吹けば飛ぶよな男だが（1968年）
- 男はつらいよ 寅次郎頑張れ!（1977年）
- キネマの天地（1986年）
- 男はつらいよ ぼくの伯父さん（1989年）

## 弟子

### 直弟子
- 伊東四朗
- 財津一郎
- 西川きよし

### 孫弟子
いずれもきよしの弟子
- 西川のりお
- 西川まさと

ら

### 曾孫弟子
いずれものりおの弟子
- 西川小のり
- のりはじめ（廃業）
- のりのり（後にボソボソ、廃業）
- 小ざる

他